# Ștefan Iulius Gavril
Ștefan Iulius Gavril (n. 17 iulie 1989, Brașov, România) este un alergător român.

## Biografie
În 2003 s-a mutat împreună cu familia sa la Torino, Italia, unde a început să practice arte marțiale și kickboxing. În 2011 a câștigat Cupa Mondială Bestfighter (kickboxing), dar în anii următori a devenit pasionat de atletism. În 2013 a rulat prima sa cursă la Torino și după șase luni s-a mutat în Suedia din motive de studiu și sport, unde a început să se antreneze cu succes în echipa IFK Umeå. Din 2016 s-a mutat pentru a alerga la Nice Cote d'Azur Athletisme cu o progresie puternică în rezultate până când a stabilit recordul național de 10 km în decembrie 2019 și în februarie 2020 cel de 5 km.
Reprezintă echipa națională a României la campionatele balcanice și Cupa europeană de 10.000 m începând din 2017.

## Recorduri personale
| Probă       | Performanță | Dată               | Locație        |
| ----------- | ----------- | ------------------ | -------------- |
| 5 km        | 14:07       | 16 februarie 2020  | Monaco         |
| 10 km       | 28:53       | 22 decembrie 2019  | Dakhla         |
| Semimaraton | 1:04:17     | 17 septembrie 2022 | Ústí nad Labem |

## Realizări
| An   | Competiție                   | Locație                   | Loc            | Eveniment   | Note     |
| ---- | ---------------------------- | ------------------------- | -------------- | ----------- | -------- |
| 2017 | Campionatele Balcanice       | Novi Pazar, Serbia        | 6              | 1500 m      | 3:56,93  |
| 2017 | Campionatele Balcanice       | Novi Pazar, Serbia        | 4              | 3000 m      | 8:34,15  |
| 2018 | Campionatele Balcanice       | Botoșani, România         | 4              | 10km        | 30:12    |
| 2018 | Campionatele Balcanice       | Botoșani, România         | 2              | echipe      | 30:12    |
| 2019 | Cupa Europeană               | Londra, Marea Britanie    | 2 (în cursa C) | 10 000 m    | 29:33,44 |
| 2020 | Campionatele Balcanice       | Zagreb, Croația           | 4              | semimaraton | 1:07:11  |
| 2020 | Campionatele Balcanice       | Zagreb, Croația           | 3              | echipe      | 2:18:32  |
| 2021 | Campionatele Balcanice       | Bitola, Macedonia de Nord | 6              | semimaraton | 1:07:47  |
| 2021 | Campionatele Balcanice       | Bitola, Macedonia de Nord | 2              | echipe      | 2:13:41  |
| 2022 | Campionatul European de Cros | Torino, Italia            | 65             | 10 km       | 32:42    |
| 2023 | Campionatele Balcanice       | Bitola, Macedonia de Nord | 3              | semimaraton | 1:07:42  |